# ’Round Midnight
'Round Midnight – standard jazzowy opublikowany w roku 1944 przez muzyka jazzowego Theloniousa Monka. Utwór został następnie wzbogacony przez następujących muzyków jazzowych: Cootie Williams, Dizzy Gillespie, Art Pepper i Miles Davis. Słowa do utworu dopisał Bernie Haninghen. Utwór był wykonywany przez wiele muzyków jazzowych takich jak: Miles Davis, Wynton Marsalis, Allen Vizzutti.

## Historia
Utwór został skomponowany najprawdopodobniej w roku 1940 lub 1941, chociaż możliwe jest również, że Monk napisał wcześniejszą jego wersję zatytułowaną „Grand Finale” już w 1936 roku.
Jest najczęściej nagrywanym standardem spośród wszystkich utworów skomponowanych kiedykolwiek przez jazzmanów. W serwisie AllMusic „Round Midnight” pojawia się na ponad 1000 albumów. Utwór znany jest też pod tytułem „’Round About Midnight” ze względu na fakt, że pojawił się na albumie Miles Davisa z 1957 roku zatytułowanym właśnie ’Round About Midnight.